# Эгелунн, Кристина
Кристина Эгелунн (дат. Christina Egelund; род. 9 декабря 1977, Йёрринг, Северная Ютландия) — датский политический и государственный деятель. Член партии «Умеренные». Министр высшего образования и науки Дании с 15 декабря 2022 года. В прошлом — депутат фолькетинга (2015—2019).

## Биография
Родилась 9 декабря 1977 года в Йёрринге. Дочь Карстена Эгелунна (Karsten Egelund) и Эльсе Мари Педерсен (Else Marie Pedersen).
В 1993–1996 гг. училась в гимназии в Йёрринге. В 2000—2003 гг. изучала современную литературу в Парижском университете (Сорбонне).
В 1991—1993 гг. работала в зале для бинго (Bingohallen) в Йёрринге. В 1996—1998 гг. торговала ценными бумагами в компании Chequepoint в Париже.
С 1996 года семья Эгелунн владеет кемпингом Jambo Feriepark в деревне Сальтум. С 2006 года кемпингом управляет Кристина Эгелунн. В 2013—2015 гг. была членом правления туристической организации VisitDenmark.
В 1990 году, в возрасте 13 лет присоединилась к молодёжной организации Консервативной народной партии. В 2010 вступила в Либеральный альянс, в 2013 году возглавила отделение партии в округе Северная Ютландия. Баллотировалась на выборах в Европейский парламент 2014 года, была ведущим кандидатом, но не была избрана.
По результатам парламентских выборов 2015 года получила 3076 голосов и избрана депутатом фолькетинга от партии Либеральный альянс в округе Северная Ютландия. В 2018—2019 гг. возглавляла фракцию «Либерального альянса». На парламентских выборах 2019 года получила 2026 голосов и не была переизбрана.
В октябре 2019 года вышла из партии «Либеральный альянс» и 7 ноября вместе с Симоном Эмилем Аммитсбёлль-Билле основала партию Fremad («Вперёд»). Кристина Эгелунн стала заместителем председателя партии. Партия распущена 8 октября 2020 года. После этого Эгелунн ушла из политики.
15 декабря 2022 года назначена министром высшего образования и науки Дании во втором правительстве Метте Фредериксен, сформированном по результатам выборов 1 ноября, где представляет партию «Умеренные».

## Личная жизнь
Живёт с Кирилом Тибо (Cyril Thibault).

## Награды
- Командор 1 класса ордена Данеброг (15 декабря 2024 года)[7]